# دولت علی امینی
علی امینی در تاریخ ۱۵ اردیبهشت ۱۳۴۰ با جانشینی جعفر شریف‌امامی با حکمی به عنوان نخست‌وزیر ایران منصوب شد. کابینه وی در ۱۹ اردیبهشت ۱۳۴۰ به تصویب رسید.
کودتای 1337/1958 در کشور عراق که همجوار با ایران است و شدت گرفتن تبلیغات شوروی بر ضد رژیم شاه، سیاست گذاران آمریکایی را به آنجا سوق داد که به شاه برای اجرای یک برنامه اصلاحات در ایران فشار بیاورند. یک سناریو که ناکام ماند، کودتای نافرجام تیمسار ولی‌الله قرنی در سال 1338/1959 بود تا به آن وسیله یک دولت اصلاح گرای موثر در ایران بر سر کار بیاید. کوششی دیگر که با موفقیت روبه رو شد، فشار آوردن به شاه برای انتصاب دولت اصلاح گرای علی امینی در سال 1339/1960 بود.

## ترکیب‌بندی
گرچه امینی را «اشرافی ماورا» و «بسیار مستقل از کنترل شخصی سلطنت» می‌دانستند، انتصاب وزرای امور خارجه، جنگ، کشور به دستور شاه انجام شد. هر سه نمونه کارها به علاوه وزارت کشاورزی در دولت بعدی تحت اسدالله علم بدون تغییر باقی ماندند.
از همه بحث برانگیزتر، امینی سه وزارتخانه را به «اصلاح طلبان طبقه متوسط که در گذشته از نفوذ سیاسی شاه و همچنین اقدامات فاسدانه خانواده‌های دارای سرزمین انتقاد کرده بودند» داد. این سه وزارتخانه وزارتخانه‌های دادگستری، کشاورزی و آموزش و پرورش بودند. نورالدین الموتی، عضو سابق حزب توده که بعداً وارد حلقه نزدیک احمد قوام شد، به عنوان وزیر دادگستری منصوب شد در حالی که وزارت کشاورزی به حسن ارسنجانی رفت که یک رادیکال و یکی دیگر از محافظان قوام بود. محمد درخشش که به عنوان رهبر اتحادیه صنفی معلمان حمایت می‌کرد هم از طرف حزب توده و هم از جبهه ملی حمایت می‌کرد، وزیر آموزش شد. علاوه بر این، وی غلامعلی فریور را به عنوان وزیر صنعت در کابینه خود گنجاند، که رهبر سابق حزب ایران (حزب وابسته به جبهه ملی) بود.